# Freirina
Freirina is een gemeente in de Chileense provincie Huasco in de regio Atacama. Freirina telde 7.041 inwoners in 2017 en heeft een oppervlakte van 3578 km².
- Library of Congress Control Number: n95009325
- Nationale Bibliotheek van Israël: 987007535398205171
- Virtual International Authority File: 130342964